# George Armstrong Custer
George Armstrong Custer, ameriški generalmajor, *  5. december 1839, New Rumley, Ohio, † 25. junij 1876, Little Bighorn, Montana.
Custer je bil konjeniški častnik v ameriški državljanski vojni in indijanskih vojnah, ki je najbolj znan po porazu in smrti med bitko pri Malem  velikem rogu, kjer je bila njegova četa obkoljena s številčnejšimi ameriškimi indijanci in se borila do zadnjega moža.